# Sprzężenie zwrotne
Sprzężenie zwrotne (ang. feedback) – reakcja, będąca bezpośrednim oddziaływaniem sygnałów stanu końcowego (wyjściowego) na sygnały referencyjne (wejściowe), emitowane w ramach określonego procesu, systemu, układu lub organizmu w celu otrzymania informacji o jego własnym działaniu (o wartości wyjściowej).
Wyróżnia się następujące rodzaje sprzężeń zwrotnych:
- sprzężenie zwrotne dodatnie, DSZ – reakcja, następująca w momencie zaistnienia sygnału z gałęzi zwrotnej, który dodaje się w węźle sumacyjnym do wartości referencyjnej.
- sprzężenie zwrotne ujemne, USZ – reakcja, następująca w momencie emisji sygnału z gałęzi zwrotnej, który odejmuje się w węźle sumacyjnym od wartości referencyjnej.

Ponieważ matematycznym, jednoznacznym opisem bloku gałęzi zwrotnej jest transmitancja, to informacja ta może być modyfikowana przez transmitancję bloku gałęzi zwrotnej.

## Inne informacje
Sprzężenia zwrotne mogą być zagnieżdżone, wieloobwodowe, wzajemnie na siebie wpływające. Do ich złożonej analizy może prowadzić dekompozycja. Połączenia sprzężeń opisuje się za pomocą schematów blokowych lub przepływowych grafów sygnałowych Masona (genetyka). (SICA-PMFC1999)

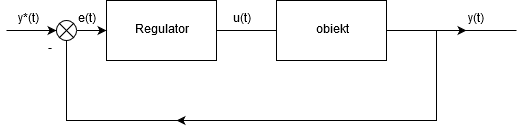
Schemat blokowy układu z pętlą sprzężenia zwrotnego

Sprzężenie zwrotne występuje w wielu obszarach; badaniem sprzężenia zwrotnego zajmuje się wiele dziedzin nauki, przede wszystkim:
- cybernetyka (dla której sprzężenie zwrotne jest jednym z zasadniczych pojęć), ale także:
- automatyka,
- elektronika,
- informatyka,
- akustyka,
- mechanika[1],
- biologia (np. w organizmach żywych jako czynnik utrzymania homeostazy)
- ekonomia[2], marketing
- socjologia
- klimatologia (zob. elementy krytyczne w ziemskim systemie klimatycznym)
- politologia
- psychofizjologia (zob. biologiczne sprzężenie zwrotne) i inne.